# Večer
Večer (en macédonien Вечер, « le soir ») est le principal quotidien du soir en Macédoine du Nord. Il tire 50 000 exemplaires par jour, et son siège est à Skopje. Il est édité par NIP Nova Makedonija, une société dont un tiers du capital est détenu par l'État et qui publie aussi le quotidien Nova Makedonija. Večer est également détenu à un tiers par l'État, et sa ligne éditoriale est clairement pro-gouvernementale,.
Le quotidien a été fondé en 1963, peu de temps après le séisme qui avait presque entièrement détruit la ville de Skopje et le siège de Nova Makedonija, le seul journal d'État de la République socialiste de Macédoine. Večer devait, avant d'être un nouveau quotidien sur le marché, remplacer provisoirement Nova Makedonija. Son premier numéro est sorti le 11 novembre 1963.